# Jean-Claude Snyders
Pour les articles homonymes, voir Snyders.
 (juillet 2013).
Si vous disposez d'ouvrages ou d'articles de référence ou si vous connaissez des sites web de qualité traitant du thème abordé ici, merci de compléter l'article en donnant les références utiles à sa vérifiabilité et en les liant à la section « Notes et références ».
Jean-Claude Snyders (né le 3 novembre 1952) est un écrivain français. Il enseigne la littérature au lycée Jean Moulin de Torcy.

## Biographie
Jean-Claude Snyders est normalien et actuellement professeur de lettres en Seine-et-Marne. Son œuvre aborde le thème de l'éducation et plus particulièrement la relation père-fils.
Père et fils est son premier livre qui a obtenu, en 1994, le prix de littérature-générale de l'Académie française.
Son père, Georges Snyders, est lui aussi écrivain.

## Œuvres
Ses premiers livres sont publiés aux éditions Buchet-Chastel :
- Père et fils, préface de Serge Lebovici, 1993.
- Peines d'enfance, 1995.
- Drames enfouis, 1996.
- Paroles perdues, 1999.  (ISBN 2-283-01781-5)
- Voyage de l'enfance, postface d'Eva Tichauer, PUF, 2003.
- Pères d'hier, pères d'aujourd'hui (André Rauch ; avec des textes de Boris Cyrulnick, Georges et Jean-Claude Snyders, François Dubet), Nathan, 2007.
- Sur le chemin de la nature enfouie, postfaces d'Éliette Abécassis et de Georges Snyders, Cheminements, 2008.
- Secret d'enfance, préface de Boris Cyrulnik, postface de Jacques Le Goff éditions Le Manuscrit, 2013.
- Un étrange passé, préface de Serge Tisseron, postface de Georges Snyders, éditions Fabert, 2017, réédité en 2019